# Латрово
Латрово или Латарово (грч. Χορτερό, Хортеро) је насељено место у општини Синтика у периферији Средишња Македонија, Грчка. Према попису из 2021. године било је 509 становника.
Према бугарском географу и историчару, Василу Канчову, у Латрову је 1900. године живело 360 Словена хришћана. Године 1924. принудно је исељено четири словенских породица (17 особа) а на њихово место је насељено 68 грчких избегличких породица, укупно 259 особа. На попису из 1928. године Латрово је мешовито словенско-грчко насеље са 571 становником.